# Tipula diclava
Tipula diclava är en tvåvingeart som beskrevs av Alexander 1922. Tipula diclava ingår i släktet Tipula och familjen storharkrankar. Inga underarter finns listade i Catalogue of Life.